# Gurdev Khush
Gurdev Singh Khush (22 de agosto de 1935) é um agrônomo e geneticista que, juntamente com seu mentor Henry Beachell, recebeu o Prêmio Mundial de Alimentação de 1996 por suas realizações na ampliação e melhoria no fornecimento global de arroz durante uma época de crescimento exponencial da população.
Khush recebeu o Prêmio Japão (1987), o Prêmio Mundial de Alimentação (1996), o Padma Shri (2000) e o Prêmio Wolf de Agronomia (2000). Foi eleito membro da Royal Society em 1995.